# Gniezno (gmina)
Gniezno est une gmina rurale du powiat de Gniezno, Grande-Pologne, dans le centre-ouest de la Pologne. Son siège est la ville de Gniezno, bien qu'elle ne fasse pas partie du territoire de la gmina.
La gmina couvre une superficie de 177,99 km2 pour une population de 8 343 habitants.

## Géographie

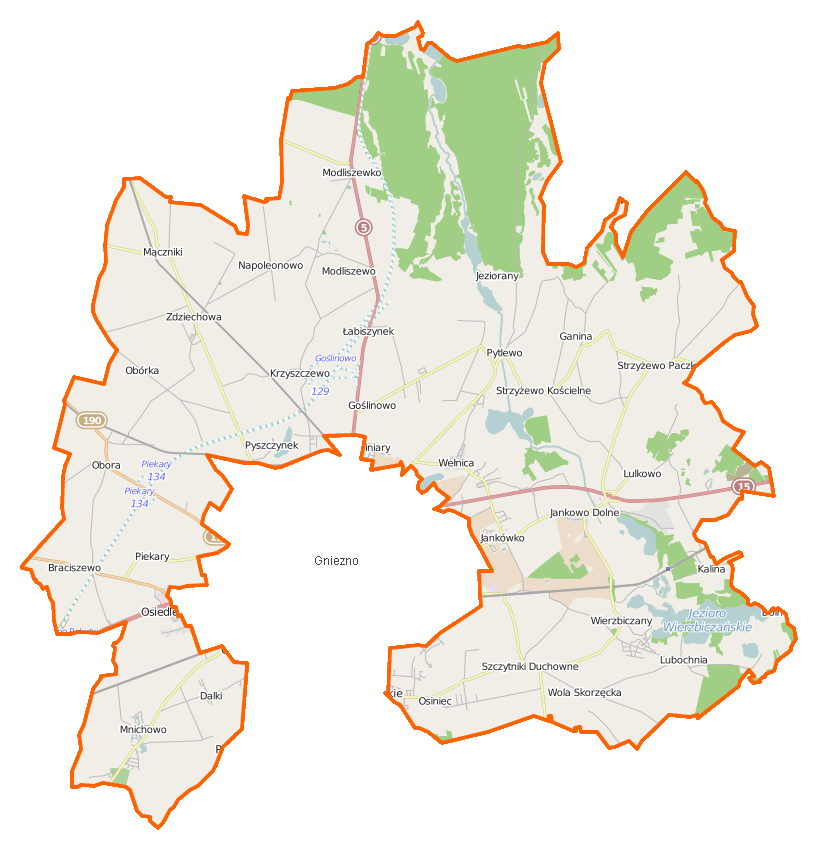
Plan de la gmina.

La gmina inclut les villages de :
- Braciszewo
- Dalki
- Dębówiec
- Ganina
- Goślinowo
- Jankowo Dolne
- Kalina
- Krzyszczewo
- Łabiszynek
- Lubochnia
- Lulkowo
- Mączniki
- Mnichowo
- Modliszewko
- Modliszewo
- Napoleonowo
- Obora
- Obórka
- Osiniec
- Piekary
- Pyszczyn
- Pyszczynek
- Skiereszewo
- Strzyżewo Kościelne
- Strzyżewo Paczkowe
- Strzyżewo Smykowe
- Szczytniki Duchowne
- Wełnica
- Wierzbiczany
- Wola Skorzęcka
- Zdziechowa

### Gminy voisines
La gmina de Gniezno est bordée des gminy de :
- Czerniejewo
- Gniezno (gmina urbaine)
- Kłecko
- Łubowo
- Mieleszyn
- Niechanowo
- Rogowo
- Trzemeszno
- Witkowo

## Structure du terrain
D'après les données de 2002 la superficie de la commune de Gniezno est de 177,99 km2, répartis comme tel :
- terres agricoles : 76%
- forêts : 14%

La commune représente 14,19% de la superficie du powiat.

## Démographie
Données du 31 décembre 2012 :
| Description        | Total  | Total | Femmes | Femmes | Hommes | Hommes |
| ------------------ | ------ | ----- | ------ | ------ | ------ | ------ |
| Unité              | Nombre | %     | Nombre | %      | Nombre | %      |
| population         | 10 248 | 100   | 5 131  | 50,07  | 5 117  | 49,93  |
| Densité (hab./km²) | 57,58  | 57,58 | 28,83  | 28,83  | 28,75  | 28,75  |